# بیل اتکینز (بازیکن فوتبال)
بیل اتکینز (انگلیسی: Bill Atkins؛ زادهٔ ۹ مهٔ ۱۹۳۹) بازیکن فوتبال اهل بریتانیا است.
از باشگاه‌هایی که در آن بازی کرده‌است می‌توان به باشگاه فوتبال پورتسموث، باشگاه فوتبال دارلینگتون، باشگاه فوتبال سوئیندون تاون، باشگاه فوتبال استوک‌پورت کانتی، باشگاه فوتبال استون ویلا، و باشگاه فوتبال روچدیل اشاره کرد.